# Bellister Castle

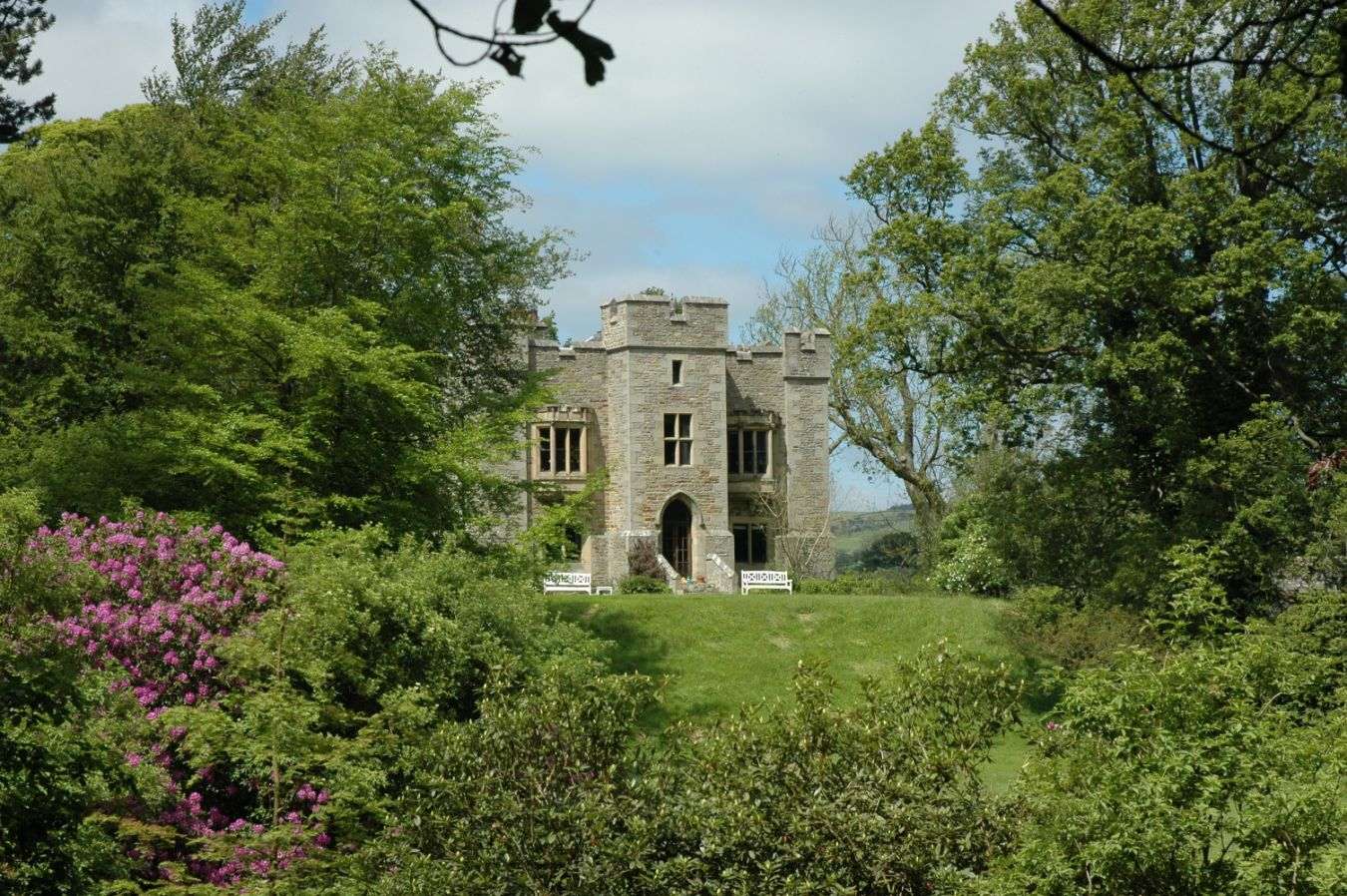
Bellister Castle

Bellister Castle ist ein Herrenhaus bei Haltwhistle in der englischen Grafschaft Northumberland. Das zinnenbewehrte Haus wurde im 19. Jahrhundert an die Ruine eines Wohnturms aus dem 14. Jahrhundert angebaut. Das als Scheduled Monument geführte und von English Heritage als historisches Gebäude I. Grades gelistete Haus gehört heute dem National Trust.
Das Anwesen steht auf einem Mound, der einst der Burghügel einer frühen Motte gewesen sein könnte. Ein mit einem Burggraben versehenes, traditionelles Hallenhaus existierte im 13. Jahrhundert an dieser Stelle und im 14. Jahrhundert wurde ein großer Wohnturm westlich angebaut.
Ein Bericht von 1541 erwähnt einen Wohnturm, der von der Familie Blenkinsop (vom nahegelegenen Blenkinsopp Castle) bewohnt und in „mäßig gutem“ Erhaltungszustand gewesen sei.
Etwa 1699 wurde das Anwesen um ein dreistöckiges, zinnenbewehrtes Haus vergrößert. Die Blenkinsops hatten all ihre Ländereien, einschließlich Bellister Castle, 1697 verkauft und die Burg ging dann durch verschiedene Hände.
Durch einen grundlegenden Umbau des Architekten John Dobson wurde 1826 eine imposante, zinnenbewehrte Ostfassade geschaffen. Weitere Umbauten fanden 1890 und 1905, nach einem großen Brandschaden 1901, statt. Die ältesten Teile des Anwesens ließ man verfallen und sind heute nur noch Ruinen.